# Nogna
Nogna ist eine französische Gemeinde im Département Jura in der Region Bourgogne-Franche-Comté.

## Geographie
Nogna liegt auf 555 m, etwa elf Kilometer südöstlich der Stadt Lons-le-Saunier (Luftlinie). Das Bauerndorf erstreckt sich im Jura, im äußersten Süden des Plateau Lédonien (erstes Juraplateau), westlich der Höhen der Côte de l’Heute mit dem Château de Beauregard.
Die Fläche des 6,11 km² großen Gemeindegebiets umfasst einen Abschnitt des französischen Juras. Der Hauptteil des Gebietes wird von der Ebene des Plateau Lédonien eingenommen, die durchschnittlich auf 540 m liegt und teils von Acker- und Wiesland, teils von Wald bestanden ist. Das Plateau besitzt keine oberirdischen Fließgewässer, weil das Niederschlagswasser im verkarsteten Untergrund versickert. Nach Osten erstreckt sich das Gemeindeareal bis zu den Höhen der Côte de l’Heute, auf der mit 623 m die höchste Erhebung von Nogna erreicht wird. Der Kamm der Côte de l’Heute ist hier durch ein klusartiges Tal unterbrochen, das die Verbindung zur Talsenke der Combe d’Ain herstellt.
Nachbargemeinden von Nogna sind Publy im Norden, Mesnois im Osten, Marnézia im Süden sowie Poids-de-Fiole im Westen.

## Geschichte
Verschiedene Funde weisen darauf hin, dass das Gemeindegebiet von Nogna bereits während der gallorömischen Zeit besiedelt war. Im 12. Jahrhundert wird die Kapelle von Nogna erstmals urkundlich erwähnt. Im Mittelalter gehörte das Dorf zur Baronie von Binans. Zusammen mit der Franche-Comté gelangte es mit dem Frieden von Nimwegen 1678 an Frankreich. Im Jahr 1820 wurde Poids-de-Fiole mit Nogna fusioniert. Die Abtrennung erfolgte jedoch bereits 1839, und seither bilden beide Ortschaften eigenständige Gemeinden.

## Sehenswürdigkeiten
Die Dorfkirche Saint-Barthélemy wurde im 18. Jahrhundert erbaut. Überreste des ehemaligen Herrschaftssitzes Château-Faratte sind erhalten.

## Bevölkerung
| Jahr                       | 1962 | 1968 | 1975 | 1982 | 1990 | 1999 | 2004 | 2018 |
| Einwohner                  | 183  | 185  | 169  | 187  | 192  | 203  | 227  | 295  |
| Quellen: Cassini und INSEE |      |      |      |      |      |      |      |      |

Mit 304 Einwohnern (Stand 1. Januar 2022) gehört Nogna zu den kleinen Gemeinden des Départements Jura. Nachdem die Einwohnerzahl in der ersten Hälfte des 20. Jahrhunderts deutlich abgenommen hatte (1886 wurden noch 337 Personen gezählt), wurde seit Mitte der 1970er Jahre wieder ein leichtes Bevölkerungswachstum verzeichnet.

## Wirtschaft und Infrastruktur
Nogna war bis weit ins 20. Jahrhundert hinein ein vorwiegend durch die Landwirtschaft und die Forstwirtschaft geprägtes Dorf. Daneben gibt es heute einige Betriebe des lokalen Kleingewerbes. Mittlerweile hat sich das Dorf auch zu einer Wohngemeinde gewandelt. Viele Erwerbstätige sind Wegpendler, die in den größeren Ortschaften der Umgebung ihrer Arbeit nachgehen.
Die Ortschaft ist verkehrstechnisch recht gut erschlossen. Sie liegt an der Hauptstraße N78, die von Lons-le-Saunier nach Saint-Laurent-en-Grandvaux führt. Weitere Straßenverbindungen bestehen mit Poids-de-Fiole, Marnézia und Publy.